# Medetera aeneiventris
Medetera aeneiventris är en tvåvingeart som beskrevs av Van Duzee 1933. Medetera aeneiventris ingår i släktet Medetera och familjen styltflugor. Inga underarter finns listade i Catalogue of Life.